# Susan Denham

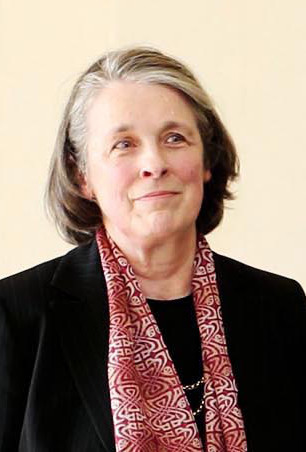
Susan Denham

Susan Mary Denham (* 1945 geboren als Susan Mary Gageby in Sandymount/Dublin) ist eine irische Richterin im Ruhestand. Sie war von 2011 bis 2017 die elfte Chief Justice of Ireland und erste Frau in diesem Amt.

## Familie und Ausbildung
Susan Gageby wurde 1945 bei Dublin geboren und studierte am Alexandra College, am Trinity College Dublin, an den King’s Inns und erwarb 1972 einen LL.M. an der Columbia University in New York. Sie ist die Tochter des ehemaligen Herausgebers der Irish Times, Douglas Gageby und die Schwester des Strafverteidigers Patrick Gageby. Ihr Großvater mütterlicherseits, Seán Lester, war zwischen 1940 und 1946 der dritte und letzte Generalsekretär des Völkerbunds. Gemeinsam mit ihrem Ehemann, dem Kinderarzt Brian Denham hat sie vier Kinder.
Von 1996 bis 2010 war Denham stellvertretende Kanzlerin des Trinity College Dublin. Sie ist Mitglied der Church of Ireland, also protestantischen Glaubens. 2012 wurde sie zum Mitglied der Royal Irish Academy gewählt.
2022 erhielt sie die Ehrendoktorwürde des Trinity College Dublin der Universität Dublin.

## Tätigkeit als Rechtsanwältin
Denham wurde 1971 als Anwältin zugelassen und erhielt 1987 den Titel Senior Counsel. Sie war bis 1979 im Bezirk Midland tätig und wechselte danach nach Dublin. Sie machte sich insbesondere im Rahmen von Berufungsverfahren einen Namen.

## Richterin
Denham wurde 1991 Richterin am High Court. 1992 wurde sie als erste Frau Mitglied des irischen Supreme Court.
Zwischen 1995 und 1998 hatte sie den Vorsitz einer Kommission inne, die die erste wesentliche Reform des irischen Gerichtssystems seit der Staatsgründung vorbereitete, was zur Gründung der irischen Justizverwaltung (Courts Service) führte. Denham war Mitglied des Vorstands des Courts Service von seiner Gründung an und saß ihm von 2001 bis 2004 vor. Zwischen 2006 und 2009 leitete sie auch eine Arbeitsgruppe zur Schaffung eines irischen Berufungsgerichts.
2011 wurde sie vom Präsidenten von Irland zum Chief Justice of Ireland ernannt. Denham war die erste Frau und die erste Protestantin im Amt des Chief Justice of Ireland.
Gemeinsam mit Richtern aus den Niederlanden und aus Belgien gründete sie das European Network of Councils for the Judiciary. 2015 wurde sie Vorsitzende des Netzwerks der Präsidenten der obersten Gerichtshöfe der Europäischen Union und hatte dieses Amt bis Ende 2016 inne.